# Ruffey Lake Park
Ruffey Lake Park är en park i Australien. Den ligger i kommunen Manningham och delstaten Victoria, omkring 16 kilometer öster om delstatshuvudstaden Melbourne.
Runt Ruffey Lake Park är det mycket tätbefolkat, med 2 261 invånare per kvadratkilometer.. Närmaste större samhälle är Melbourne, omkring 16 kilometer väster om Ruffey Lake Park. 
Runt Ruffey Lake Park är det i huvudsak tätbebyggt. Genomsnittlig årsnederbörd är 1 244 millimeter. Den regnigaste månaden är juli, med i genomsnitt 140 mm nederbörd, och den torraste är januari, med 49 mm nederbörd.